# NGC 7475/1
NGC 7475/1 је елиптична галаксија у сазвежђу Пегаз која се налази на NGC листи објеката дубоког неба.
Деклинација објекта је + 20° 4' 45" а ректасцензија 23h 4m 10,1s. Привидна величина (магнитуда) објекта NGC 7475 износи 14,1 а фотографска магнитуда 15,1. NGC 74751 је још познат и под ознакама UGC 12337, MCG 3-58-27, CGCG 453-59, PGC 70383.